# Gashina
Gashina (кор. 가시나; ром: Gasina; с кор. — «Цветы завяли») — песня южнокорейской певицы Сонми Он был выпущен как CD-сингл и цифровой сингл лэйблами Makeus Entertainment и The Black Label 22 августа 2017 года и распространён LOEN Entertainment. «Gashina» - это первый релиз Сонми с момента расформирования Wonder Girls и истечения срока ее контракта с JYP Entertainment. Он был выпущен в качестве ведущего сингла из ее второго корейского мини-альбома Warning.

## Композиция
Песня была написанна Тедди Паком, Сонми, Джо Ри и 24, песня была описана как синти-поп песня в стиле дэнсхолла, который раскачивает атмосферу восточного стиля и отличный ритмичный басовый звук. Он был спродюсирован The Black Label, дочерней компанией YG Entertainment.

## Коммерческий успех
Физическая копия «Gashina», названная Sunmi Special Edition Gashina, вошла под номером 16 в чарте альбомов Gaon, в чартовом выпуске от 20-26 августа 2017 года. Физический компакт-диск был продан в количестве 2954 экземпляров и размещен под номером 56 в августе.
Песня дебютировала под номером 2 в цифровом чарте Gaon, в выпуске чарта от 20-26 августа 2017 года, с 174 383 проданными загрузками-возглавляя чарт и 4 670 275 потоками. На второй неделе песня достигла вершины чарта, с 151 199 проданными загрузками – оставаясь на вершине чарта загрузки – и 7,201,441 потоками. Песня помещена под номером 15 в августе месяце и достигла максимума в номере 3 в следующем месяце. По состоянию на сентябрь 2017 года было продано более 667 590 цифровых загрузок.
Песня также дебютировала под номером 3 в США World Digital Song Sales с 1000 загрузками, проданными за неделю, закончившуюся 9 сентября 2017 года.
Песня стала 32-й самой продаваемой песней 2017 года с 1 190 380 проданными загрузками.

## Чарты
| Чарты (2017)                       | Высшая позиция |
| ---------------------------------- | -------------- |
| South Korea (Gaon Digital Chart)   | 1              |
| South Korea (Gaon Album Chart)     | 16             |
| US World Digital Songs (Billboard) | 3              |
| South Korea (K-pop Hot 100)        | 2              |

| Чарты (2017)       | Позиция |
| ------------------ | ------- |
| South Korea (Gaon) | 32      |

## Победы
| Год  | Премия                       | Категория                     | Результат |
| ---- | ---------------------------- | ----------------------------- | --------- |
| 2017 | 19th Mnet Asian Music Awards | Best Dance Performance – Solo | Номинация |
| 2017 | 9th Melon Music Awards       | Best Dance – Female           | Номинация |
| 2018 | 32nd Golden Disc Awards      | Digital Bonsang               | Номинация |
| 2018 | 7th Gaon Chart Music Awards  | Song of the Year – August     | Победа    |
| 2018 | 15th Korean Music Awards     | Best Pop Song                 | Номинация |

### Музыкальные программы
| Программы                 | Дата              |
| ------------------------- | ----------------- |
| Inkigayo (SBS)            | 3 сентября, 2017  |
| Inkigayo (SBS)            | 10 сентября, 2017 |
| Inkigayo (SBS)            | 24 сентября, 2017 |
| Show Champion (MBC Music) | 6 сентября, 2017  |
| M Countdown (Mnet)        | 7 сентября, 2017  |